# Biđ
Biđ je řeka v Chorvatsku. Je dlouhá 66 km a prochází Brodsko-posávskou a Vukovarsko-sremskou župou. Pramení nedaleko města Slavonski Brod a spolu s řekou Beravou je jednou ze zdrojnic řeky Bosut.

## Sídla ležící u břehu řeky
Rušćica, Bicko Selo, Sredanci, Prkovci, Šiškovci, Cerna

## Přítoky
Mezi přítoky Biđu patří řeka Bitulja a potok Svržnica. Kanály Jošava a Biđ jej spojují s Bosutem, kanál Lateralni pak se Sávou a řekou Brezna.